# Kepler-296
Kepler-296 é um sistema estelar binário, localizado na constelação de Lyra. Está a uma distância de 1.089 anos-luz a partir do Sol. Ambas as estrelas, cada uma com cerca de 0,626 ou 0,453 massas solares e cerca de 0.595 ou 0.429 raios solares.

## Sistema planetário
Todos os cinco planetas detectados orbitam Kepler-296, a estrela-mãe, em uma distância muito pequena. Mesmo o planeta mais externo, Kepler-296f tem um semieixo maior de apenas 0,283 UA, menor que a distância de Mercúrio (aproximadamente 0,387 UA) a partir do Sol. Devido Kepler-296 A ser uma anã vermelha com luz ténue, os dois planetas exteriores, Kepler-296e e Kepler-296f, estão localizados na zona habitável da estrela onde a água líquida pode existir na superfície.